# Mesosemia pinguilenta
Mesosemia pinguilenta is een vlinder uit de familie van de prachtvlinders (Riodinidae). De wetenschappelijke naam van de soort is voor het eerst geldig gepubliceerd in 1915 door Hans Stichel. Stichel beschreef de soort aan de hand van specimens in het British Museum die onder meer in Brits-Guiana waren verzameld door de Britse natuuronderzoeker en ontdekkingsreiziger Henry Whitely (1844-1892).